# Rawil Menzeleýew
Rawil Menzeleýew, ros. Равиль Алиевич Мензелеев, Rawil Alijewicz Mienzielejew (ur. 1942, Turkmeńska SRR) – turkmeński piłkarz, grający na pozycji pomocnika, trener piłkarski.

## Kariera piłkarska

### Kariera klubowa
W 1965 rozpoczął karierę piłkarską w miejscowej drużynie Stroitiel Aszchabad, w której występował do zakończenia swojej kariery piłkarza w 1974 roku.

## Kariera trenerska
Po zakończeniu kariery piłkarza rozpoczął pracę szkoleniowca. W 1999 razem z Siergiejem Kazankowym prowadził rodzimy klub Köpetdag Aszchabad.